# Gole di Segesta
Le gole di Segesta costituiscono un canyon naturale nel territorio di Calatafimi Segesta, comune italiano della provincia di Trapani in Sicilia.
Formate dal fiume Caldo, si trovano poco distanti dal sito archeologico di Segesta, in prossimità del ponte Bagni e delle terme segestane, al confine col territorio di Castellammare del Golfo.